# Sauromys petrophilus
Sauromys petrophilus (Roberts, 1917) è un pipistrello della famiglia dei Molossidi, unica specie del genere Sauromys (Roberts, 1917), diffuso nell'Africa meridionale.

## Descrizione

### Dimensioni
Pipistrello di piccole dimensioni, con la lunghezza totale tra 92 e 110 mm, la lunghezza dell'avambraccio tra 35 e 43 mm, la lunghezza della coda tra 30 e 42 mm, la lunghezza della tibia tra 11,1 e 12 mm, la lunghezza delle orecchie tra 11 e 18 mm e un peso fino a 15 g.

### Caratteristiche craniche e dentarie
Il cranio è notevolmente appiattito. Il palato è mancante tra gli incisivi superiori, i quali sono provvisti di una piccola cuspide secondaria.
Sono caratterizzati dalla seguente formula dentaria:

### Aspetto
Il colore del dorso varia dal bruno-grigiastro al marrone. Le parti ventrali sono leggermente più chiare. Le ali sono marroni chiare. Il labbro superiore è liscio ed è cosparso di poche setole. Le orecchie sono grandi, larghe, senza pieghe complesse e unite soltanto alla base.  L'antitrago è ben sviluppato mentre il trago è molto piccolo. Le ali sono relativamente larghe. Non è presente alcuna cresta di peli tra le orecchie o sacca ghiandolare golare. La coda è lunga e si estende ben oltre l'uropatagio. Il cariotipo è 2n=48 FNa=62.

### Ecolocalizzazione
Emette ultrasuoni a basso ciclo di lavoro, frequenza quasi costante con picchi a 29,9±1,8 kHz a banda stretta e durata intermedia. Oltre alla fondamentale è presente anche una seconda armonica.

## Biologia

### Comportamento
Forma piccoli gruppi fino a 10 individui. Si rifugia in crepacci stretti e sotto lastroni di roccia.

### Alimentazione
Si nutre negli spazi aperti di ditteri, emitteri e coleotteri.

### Riproduzione
Femmine gravide ed in allattamento sono state catturate a metà novembre nello Zimbabwe orientale.

## Distribuzione e habitat
Questa specie è diffusa nell'Africa meridionale, dalle coste occidentali dell'Angola fino al Mozambico occidentale ad est ed il Sudafrica a sud.
Vive in ambienti rocciosi tra i 100 e 2.000 metri di altitudine.

## Tassonomia
Sono state riconosciute 5 sottospecie:
- S.p.petrophilus: Mozambico occidentale, Botswana sud-orientale, Zimbabwe orientale e meridionale, provincia sudafricana del Limpopo;
- S.p.erongensis (Roberts, 1946): Angola sud-occidentale, Namibia nord-occidentale e centro-occidentale;
- S.p.fitzsimonsi (Roberts, 1946): Provincia sudafricana del Capo occidentale.
- S.p.haagneri (Roberts, 1917): Namibia meridionale,  provincia sudafricana del Capo settentrionale;
- S.p.umbratus (Shortridge & Carter, 1938): Provincia sudafricana del Capo occidentale.

## Conservazione
La IUCN Red List, considerato il vasto areale e la popolazione presumibilmente numerosa, classifica S.petrophilus come specie a rischio minimo (Least Concern)).